# Pueblo kaka (yamba)
El pueblo kaka también es conocido como kakayamba, mbubem, yaka, yamba o yambe. Pertenecen al complejo lingüístico bantú y su idioma es el yamba. El etnónimo kaka fue puesto por los colonizadores alemanes. Se asientan en las tierras altas de la provincia del Noroeste de Camerún y en el contiguo valle del río Donga, en el estado de Taraba en Nigeria. Según su tradición son descendientes del pueblo tikar. Evolucionaron con cierto aislamiento de los colonos europeos y aún en el siglo XXI es difícil llegar hasta sus aldeas de montaña. Se estima que 160 000 personas son integrantes de la etnia kaka al año 2016.
Existe otro pueblo kaka, pero es una etnia diferente que habla el idioma kako y se distribuye en territorios de Camerún, la República Democrática del Congo y la República Centroafricana.

## Idioma
El yamba es un idioma del filo Níger-Congo, dentro del grupo de las llamadas lenguas de los pastizales. Sus variantes o dialectos pueden aparecer en estudios lingüísticos con los nombres: bebaroe, boenga ko, bom, fam, gamfe, gom, gwembe, kaka, kakayamba, kwak, mbem, mbubem, mfe, muzok, ngung, nkot, ntim, ntong, nwa, rom, saam, sih, swe'nga o yang.
Pertenece a la familia de lenguas nkambe de Camerún, junto con los idiomas kwaja, lidzonka, limbum, mbo’ y mfumte. Está identificado con el código 639-3 yam por SIL International. Según estimaciones de Ethnologue de 2016 existen 139 000 hablantes de yamba en Camerún y 21 000 en Nigeria.
En su vida cotidiana el pueblo kaka además de yamba habla pidgin e inglés. Congregaciones cristianas asentadas entre la comunidad kaka han traducido fragmentos de la Biblia como el Nuevo Testamento y el Libro de Jonás a la lengua yamba.

## Historia
Los kaka de habla yamba (existe un pueblo kaka vecino pero de lengua kako) se distribuyen en la frontera montañosa de Níger y Camerún organizados en aldeas. Hasta 17 pueblos se pueden encontrar en un radio de 30 kilómetros. Su aislamiento de la cultura occidental recién fue quebrado en 1928 con la llegada de las primeras misiones evangelizadoras cristianas. La ausencia de carreteras en buen estado sigue dificultando la llegada desde otras comunidades a los poblados kaka.
Según la tradición kaka descienden de los tikar, un pueblo asentado en el centro y norte de Camerún. Concretamente mencionan un grupo tikar que habría emigrado al país kaka desde Kimi, una región situada a unos 180 km al sureste.

## Economía
A lo largo de estas tierras altas de Bamenda, compuestas por picos rocosos y valles estrechos, los kaka cultivan maíz, frijoles, taro y maní. Complementa su economía la cría trashumante de ganado entre los valles del Tano, la meseta de Mambila, y los valles del nordeste de Camerún.

## Religión
La religión étnica se mantiene viva en el pueblo kaka de habla yamba. Igualmente el 75 % de la población participa de alguna de las confesiones cristianas que desde principios del siglo XX han enviado misioneros a sus comunidades.